# باري أورمس
باري أورمس (بالإنجليزية: Barry Orms)‏ مواليد 1 مايو 1946 في سانت لويس، هو لاعب كرة سلة أمريكي سابق. بدأ مسيرته الاحترافية في سنة 1968. تم اختياره من قبل فريق واشنطن ويزاردز خلال الدرافت. يبلغ طوله 6 قدم 3 بوصة (1.9 م). اعتزل اللعب في 1970. لعب مع واشنطن ويزاردز وانديانا بايسرز.

## روابط خارجية
- باري أورمس على موقع إن بي أي (الإنجليزية)
- باري أورمس على موقع سبورتس رفرنس (الإنجليزية)
- باري أورمس على موقع كلية كرة السلة في سبورتس رفرنس.كوم (الإنجليزية)
- باري أورمس على موقع ريلجم (الإنجليزية)
- باري أورمس على موقع بروبوليرز (الإنجليزية)